# Ctenus sagittatus
Ctenus sagittatus là một loài nhện trong họ Ctenidae.
Loài này thuộc chi Ctenus. Ctenus sagittatus được miêu tả năm 1935 bởi Giltay.